# Николаевская Степь
Никола́евская Степь — хутор в составе Минераловодского района (городского округа) Ставропольского края России.

## Варианты названия
- Николаево-Степновское,
- Николаевская степь,
- Николо-Степановское[2],
- Николаево-Степновская,
- Князе-Николаевский[3].

## География
Расстояние до краевого центра: 110 км. Расстояние до районного центра: 20 км.

## История
Меннонитское село Николайфельд (нем. Nikolaifeld) основано в 1897 году. Было названо по бывшему землевладельцу — Великому князю Николаю Николаевичу. Основатели — немцы из Херсонского уезда Херсонской губернии. До 1917 находилось в составе Канглынской волости Александровского (Пятигорского) уезда Ставропольской губернии; в советский период — Минераловодского района Орджоникидзевского края. В селе имелся молельный дом (школа); позднее появились начальная школа, изба-читальня; были образованы сельсовет, сельскохозяйственное кооперативное товарищество (1926).
До 2015 года хутор Николаевская Степь находился в составе территории муниципального образования «Сельское поселение Ульяновский сельсовет» Минераловодского района Ставропольского края.

## Население
| 1909 | 1917 | 1920 | 1926 | 1989 | 2002 | 2010 |
| ---- | ---- | ---- | ---- | ---- | ---- | ---- |
| 297  | ↗576 | ↘498 | ↘457 | ↘126 | ↘123 | ↗132 |
| 2014 |      |      |      |      |      |      |
| ↘100 |      |      |      |      |      |      |

Национальный состав
Из 457 жителей — 455 немцы (1926).
По данным переписи 2002 года, 72 % населения — русские.